# Anders Severin Donner
Anders Severin Donner (Kokkola, 5 novembre 1854 – Helsinki, 15 aprile 1938) è stato un astronomo finlandese.

## Biografia
Fu professore di astronomia presso l’Università di Helsinki di cui fu anche vice rettore dal 1902 al 1911 e rettore dal 1911 al 1915. Fu direttore dell’Osservatorio astronomico della stessa Università. Fu impegnato, sin dalle prime fasi di pianificazione, nella partecipazione al progetto internazionale Carte du Ciel per la mappatura delle stelle tramite l’uso di tecniche fotografiche. Il progetto, che per la parte di competenza finlandese contemplava la mappatura delle stelle nell'intervallo di declinazione tra + 46° e + 40°, iniziò nel 1890 e terminò nel 1937 impegnando notevoli risorse, tra cui anche una parte finanziaria dello stesso Donner, con la classificazione della esatta posizione e luminosità di circa 159 000 stelle.

## Riconoscimenti
Ad Anders Severin Donner la UAI ha intitolato il cratere lunare Donner e l'asteroide della fascia principale 1398 Donnera.